# Dorian Aldegheri
Dorian Aldegheri (Francia, 4 de agosto de 1993) es un jugador profesional francés de rugby que se desempeña en la posición de pilar derecho en Stade Toulousain, equipo perteneciente a la liga Top 14.

## Carrera
Aldegheri es un jugador de formación francesa (JIFF). En 2004 comenzó su carrera deportiva con el equipo Stade Toulousain, donde lleva jugando diez temporadas.